# Untersuchungsausschuss zur Klärung von Korruptionsvorwürfen
Der Untersuchungsausschuss zur Klärung von Korruptionsvorwürfen wurde vom österreichischen Nationalrat am 20. Oktober 2011 eingesetzt. Es war der 19. Untersuchungsausschuss des Nationalrates in der Zweiten Republik, und er lief vom 28. Oktober 2011 bis zum 16. Oktober 2012. Ziel war es, verschiedene Vorgänge der letzten Jahre zu untersuchen, um festzustellen, inwieweit in diesen Fällen Korruption im Spiel war.

## Themen
Die Themen, die im Untersuchungsausschuss behandelt werden, im Überblick:
| Nr. | Thema                                                            | Zeitraum*                                   |
| --- | ---------------------------------------------------------------- | ------------------------------------------- |
| 1.  | Telekom-Affäre                                                   | 26. Jan. 2012 – 12. Apr 2012; 11. Okt. 2012 |
| 2.  | BUWOG-Affäre                                                     | 17. Apr. 2012 – 22. Mai 2012                |
| 3.  | Behördenfunk (Tetron-Affäre)                                     | 30. Mai 2012 – 26. Juni 2012                |
| 4.  | Schaltung von Inseraten auf Weisung                              | 26. Sep. 2012 – 2. Okt. 2012; 4. Okt. 2012  |
| 5.  | Direkte Schaltung von Inseraten und sonstige Medienkooperationen | 2. Okt. 2012                                |
| 6.  | Lockerung des Glücksspielmonopols                                | 10. Jul. 2012 – 11. Jul. 2012               |
| 7.  | Staatsbürgerschaftsverleihungen (Part-of-the-Game-Affäre)        | 3. Okt. 2012                                |

Anmerkungen zu den letzten drei Sitzungen:
- 9. Oktober 2012: Keine Zeugenaussagen. Zwei geladene Zeugen, die allerdings nicht erschienen: Ex-Motorola-Manager Hans-Joachim Wirth (Blaulichtfunk) und Investmentbanker Karlheinz Muhr (BUWOG-Affäre).
- 10. Oktober 2012: Keine Zeugenladungen.
- 11. Oktober 2012: Als letzter Zeuge des Untersuchungsausschusses sagte Martin Schlaff zum Thema Telekom-Ostgeschäfte aus und provozierte dabei mit einem Gestapo-Vergleich.[3]

## Mitglieder
| Name                       | Partei | Funktion                               |
| -------------------------- | ------ | -------------------------------------- |
| Walter Rosenkranz          | FPÖ    | Obmann                                 |
| Werner Amon                | ÖVP    | Fraktionsführer                        |
| Otto Pendl                 | SPÖ    | Fraktionsführer/Obmannstellvertreter   |
| Stefan Petzner             | BZÖ    | Fraktionsführer/Obmannstellvertreter   |
| Peter Pilz                 | Grüne  | Fraktionsführer                        |
| Gabriele Tamandl           | ÖVP    | Obmannstellvertreterin                 |
| Gerhard Deimek             | FPÖ    | -                                      |
| Adelheid Fürntrath-Moretti | ÖVP    | -                                      |
| Erwin Hornek               | ÖVP    | -                                      |
| Christian Höbart           | FPÖ    | -                                      |
| Kai Jan Krainer            | SPÖ    | -                                      |
| Günther Kräuter            | SPÖ    | -                                      |
| Christine Lapp             | SPÖ    | -                                      |
| Johann Maier               | SPÖ    | -                                      |
| Gabriela Moser             | Grüne  | Obfrau (18. Nov. 2011 – 18. Sep. 2012) |
| Johannes Schmuckenschlager | ÖVP    | -                                      |

## Beendigung des Ausschusses
Am 11. Juli 2012 beschlossen SPÖ, ÖVP und BZÖ einen Antrag, wonach Gerichte und Ministerien bis 31. Dezember 2012 keine Akten mehr zu bereits behandelten Themen (Telekom (ausgenommen Ostgeschäfte), BUWOG, Behördenfunk und Glücksspiel) liefern sollten. Die Vorsitzende Gabriela Moser war im Gegensatz dazu der Meinung, dass dieser Beschluss einstimmig erfolgen müsse. Sie verkündete daher kein Abstimmungsergebnis, sondern erklärte, dass das rechtlich geprüft werden müsse.
Ein weiterer Streitpunkt (welcher später auch zu Anzeigen wegen Verleumdung gegen die Klubobmänner Josef Cap und Karlheinz Kopf führte) war die nachträgliche Korrektur des Protokolls über das Abstimmungsverhalten seitens Gabriela Moser von „mehrheitlicher Annahme“ auf „nicht die erforderliche Mehrheit gefunden“ nach einem Einspruch von Peter Pilz.
Am 31. August 2012 kam es zum vorläufigen Ende des Ausschusses. Grund dafür war ein Vier-Parteien-Antrag von SPÖ, ÖVP, FPÖ und BZÖ, der neben Zeitplan und Zeugenladungen auch eingeschränkte Aktenlieferung (Aktenlieferungsstopp per 2. Oktober 2012) beinhaltete, den die Vorsitzende Gabriela Moser mangels Einstimmigkeit (in Anwendung von § 10 VO-UA) aber nicht zur Abstimmung zuließ. Auch der Antrag vom 11. Juli wurde nochmals eingebracht, aber dieses Mal von Moser zugelassen.
Am 6. September 2012 kam es zu einem Treffen zwischen Nationalratspräsidentin Barbara Prammer, Gabriela Moser sowie allen Fraktionsführern. Nach diesem Treffen entschied Gabriela Moser, den Antrag doch zuzulassen und verlas eine entsprechende Erklärung. Danach forderten die Fraktionsführer und Klubobmänner von SPÖ, ÖVP, FPÖ und BZÖ eine Entschuldigung, die Rücknahme der Erklärung oder den Rücktritt der Vorsitzenden. Am 18. September 2012 legte Gabriela Moser den Vorsitz zurück.
Am 19. September brachten die Regierungsparteien einen „Fristsetzungsantrag“ im Nationalrat ein, der die sofortige Beendigung des Untersuchungsausschusses forderte. Nach intensiven Verhandlungen mit der Opposition einigten sich alle Parteien auf einen Kompromiss, der besagte, dass Akten zu den offenen Beweisthemen nur mehr bis 2. Oktober (Inseratenaffäre), 3. Oktober (Staatsbürgerschaften) bzw. 9. Oktober (Telekom-Ostgeschäfte) geliefert werden dürften. Für die bereits behandelten Beweisthemen galt ein Aktenlieferungsstopp, es sei denn, die Mehrheit im Ausschuss hätte eine Wiederaufnahme der Aktenlieferungen beschlossen. Weiters wurde festgelegt, dass der Ausschuss nach 8 weiteren Sitzungen am 16. Oktober enden sollte. Die Opposition empörte sich über die „Erpressung“ der Regierungsparteien, während die Regierung ein „starkes Zeichen des Parlaments“ sah.
Eine Einladung von Bundeskanzler Faymann, vor dem Untersuchungsausschuss zur Inseratenaffäre auszusagen, wurde von den Oppositionsparteien mehrfach gefordert, von den Regierungsparteien aber immer abgelehnt.

## Ereignisse nach dem Ende des Ausschusses
Am 8. November 2012 präsentierten Die Grünen bei einer Nationalrats-Sondersitzung ihren inoffiziellen Bericht zum Untersuchungsausschuss. Der Bericht umfasste 680 Seiten und beschäftigte sich sowohl mit jenen Themen, die im Ausschuss behandelt, als auch mit jenen, die nicht mehr behandelt worden waren. Außerdem sammelten sie als Folge des Ausschusses und dessen vorzeitigem Ende ab 12. November 2012 Unterstützungserklärungen für ein Volksbegehren mit fünf Forderungen zur Korruptionsbekämpfung, dessen zentrale Forderung der Untersuchungsausschuss als Minderheitsrecht war.